# Cœur d’îlot

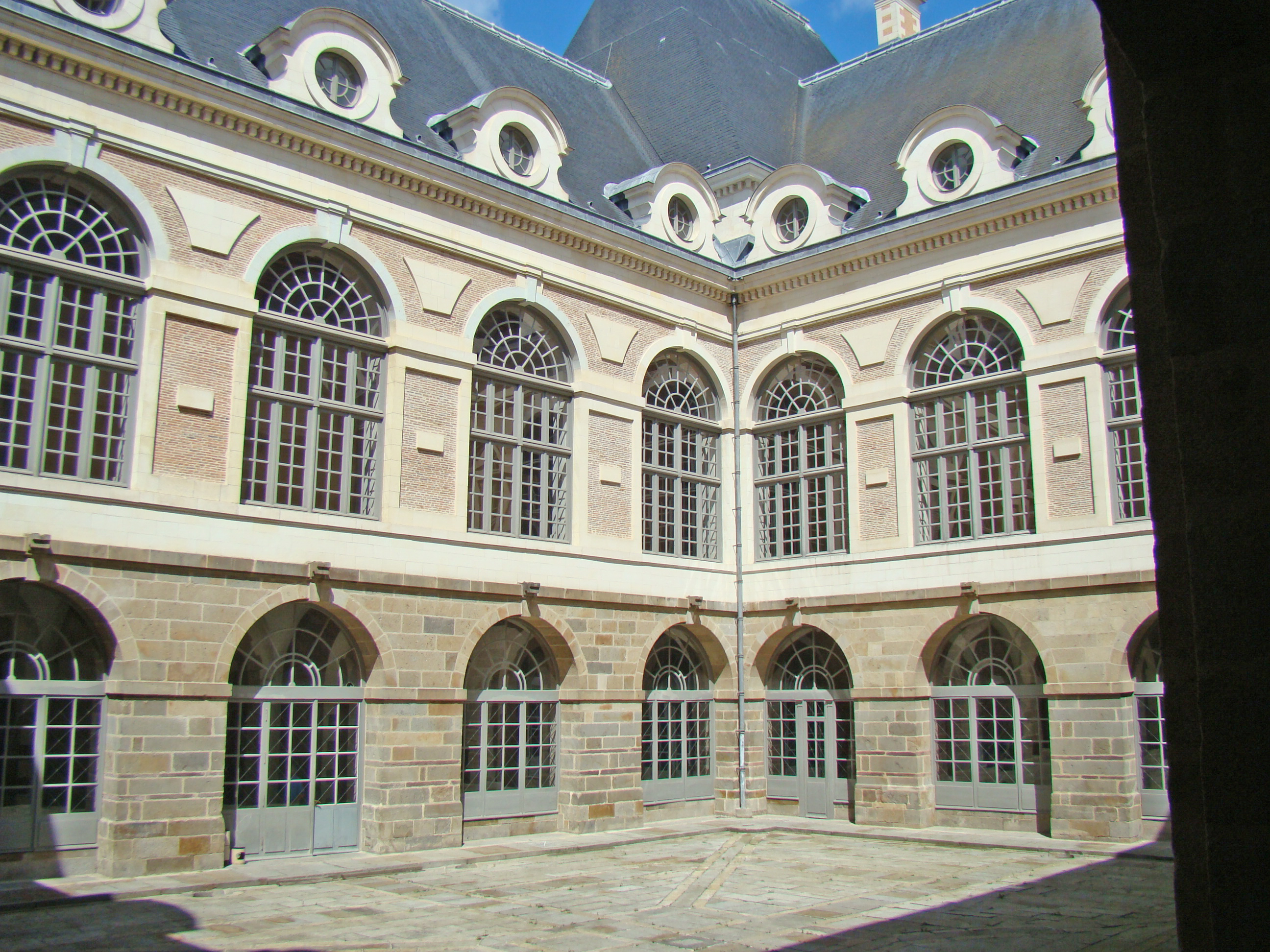
La cour intérieure du palais du Parlement de Bretagne est un cœur d'îlot.

Le cœur d’îlot est la partie centrale d'un îlot urbain. Ces espaces font l'objet de nouvelles réflexions et préconisations, notamment avec le réchauffement climatique, pour adapter la ville à ce réchauffement.

## Définition
L'expression «cœur d’îlot» désigne la partie interne d'un îlot urbain. Un cœur d’îlot peut être constitué d'une cour ou d'un espace vert, mais il peut être également construit. 

## Cœur d’îlot et urbanisme
Ces interstices urbains généralement peu visibles à partir des voies de circulation routières, sont quelquefois restés peu utilisés et délaissés. Ces interstices ont quelquefois servi à abriter les chevaux jusqu'au milieu du XXe siècle.  Ils ont aussi été utilisés pour des parkings, des arrières-boutiques, des espaces de travail, des espaces de repos privatisés ou non, végétalisés ou non, avec une surface au sol artificialisée ou non. Ils ont pu également constituer des espaces  supplémentaires permettant aux promoteurs d'augmenter la densification urbaine dans une zone déjà bâtie. 
Certains urbanistes, dans la logique de la Charte d'Athènes contestent l'intérêt de maintenir ces interstices urbains. Pour d'autres urbanistes, ils doivent être maintenus sous forme d'îlots ouverts à la circulation piétonne ou au passage de vélos. Ils peuvent aussi constituer, s'ils n'ont pas été artificialisés, des espaces supplémentaires de verdure et des puits de biodiversité au sein des métropoles urbaines.

## Cœur d’îlot et adaptation des villes au réchauffement climatique
Maintenir des cœurs d’îlot non bâtis, plantés d'arbres, avec une surface non imperméabilisée permet aux habitants des villes de disposer d'îlot de fraicheur et de favoriser la biodiversité. C'est par exemple une des préconisations du nouveau Plan local d'urbanisme en cours de finalisation sur Paris en 2023,.